# Sankt Barbara im Mürztal
Sankt Barbara im Mürztal é um município da Áustria, situado no distrito de Bruck-Mürzzuschlag, no estado da Estíria. Tem 112,49 km² de área e sua população em 2019 foi estimada em 6.586 habitantes.